# Юрженко Петро Іванович
Петро Іванович Юрженко (нар. 20 грудня 1898, Дар-Олександрівка — пом. 9 липня 1975, Херсон) — український радянський хірург, кандидат медичних наук, доцент.

## Біографія
Народився 8 [20] грудня 1898 року в селі Дар-Олександрівці Херсонського повіту Херсонської губернії (тепер Новопетрівка Широківської сільської громади Баштанського району Миколаївської області, Україна) в багатодітній селянській сім'ї. З 1912 по 1915 рік навчався у Херсонській воєнно-фельдшерській школі. Після закінчення навчання у 1915—1917 роках працював фельдшером в лазареті в Очакові. З 1917 по 1922 рік завідував фельдшерським пунктом в селі Баратівці. У 1922—1927 роках навчався в Одеському медичному інституті.
Після випуску завідував хірургічним відділенням окружної лікарні у Старобільську. З 1 липня 1937 року — головний лікар та завідувач хірургічним відділенням народної лікарні в Херсоні. У червні 1941 року захистив кандидатську дисертацію у Харкові. З початком німецько-радянської війни на базі народної лікарні був сформований очолюваний ним хірургічний польовий пересувний госпіталь № 575.
Закінчив війну у званні підполковника медичної служби і у вересні 1945 року став головним лікарем і завідувачем хірургічного відділення Херсонської обласної лікарні до 1961 року. У 1961 році він залишив посаду головного лікаря, але залишився завідувачем хірургічного відділення до 1975 року. Помер 9 липня 1975 року.

## Відзнаки

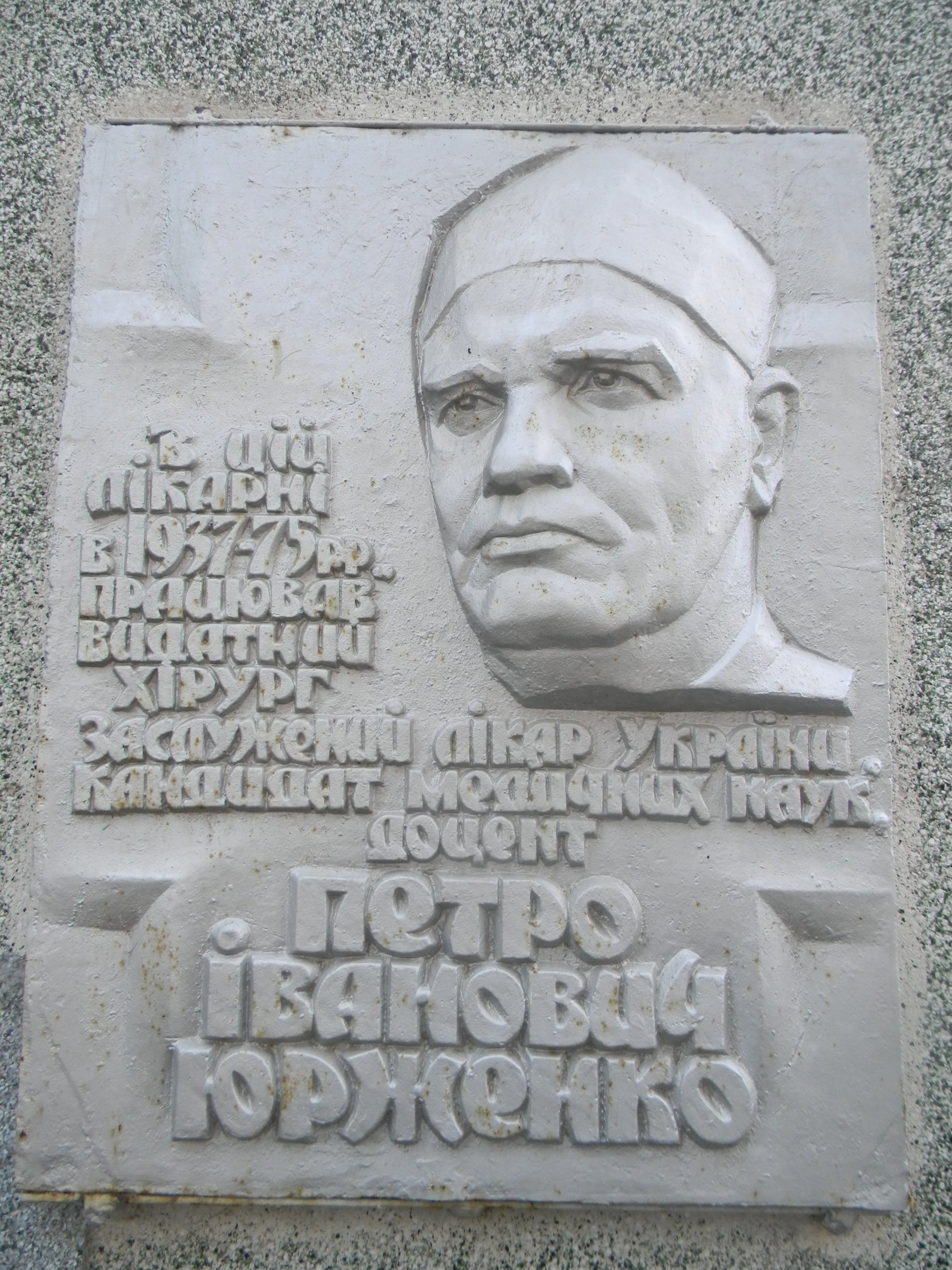
меморіальна дошка

- нагороджений орденами Червоної Зірки (18 березня 1943), Леніна, Трудового Червоного Прапора, Вітчизняної війни І (22 лютого 1945) та ІІ (26 серпня 1943) ступеня[2].
- заслужений лікар УРСР з 1959 року.

## Вшанування пам'яті
- В Херсоні, за адресою проспекті Ушакова, 63, на фасаді однієї із будівель Херсонської обласної лікарні, де хірург працював з 1937 ро 1975 рік, йому встановлено меморіальну дошку (46°38′43″ пн. ш. 32°36′38″ сх. д. / 46.6453235° пн. ш. 32.6104823° сх. д.).
- На честь лікаря названий річковий теплохід «Хірург Юрженко»[3].